# Schwarzenberger Amtshaus (Obernbreit)

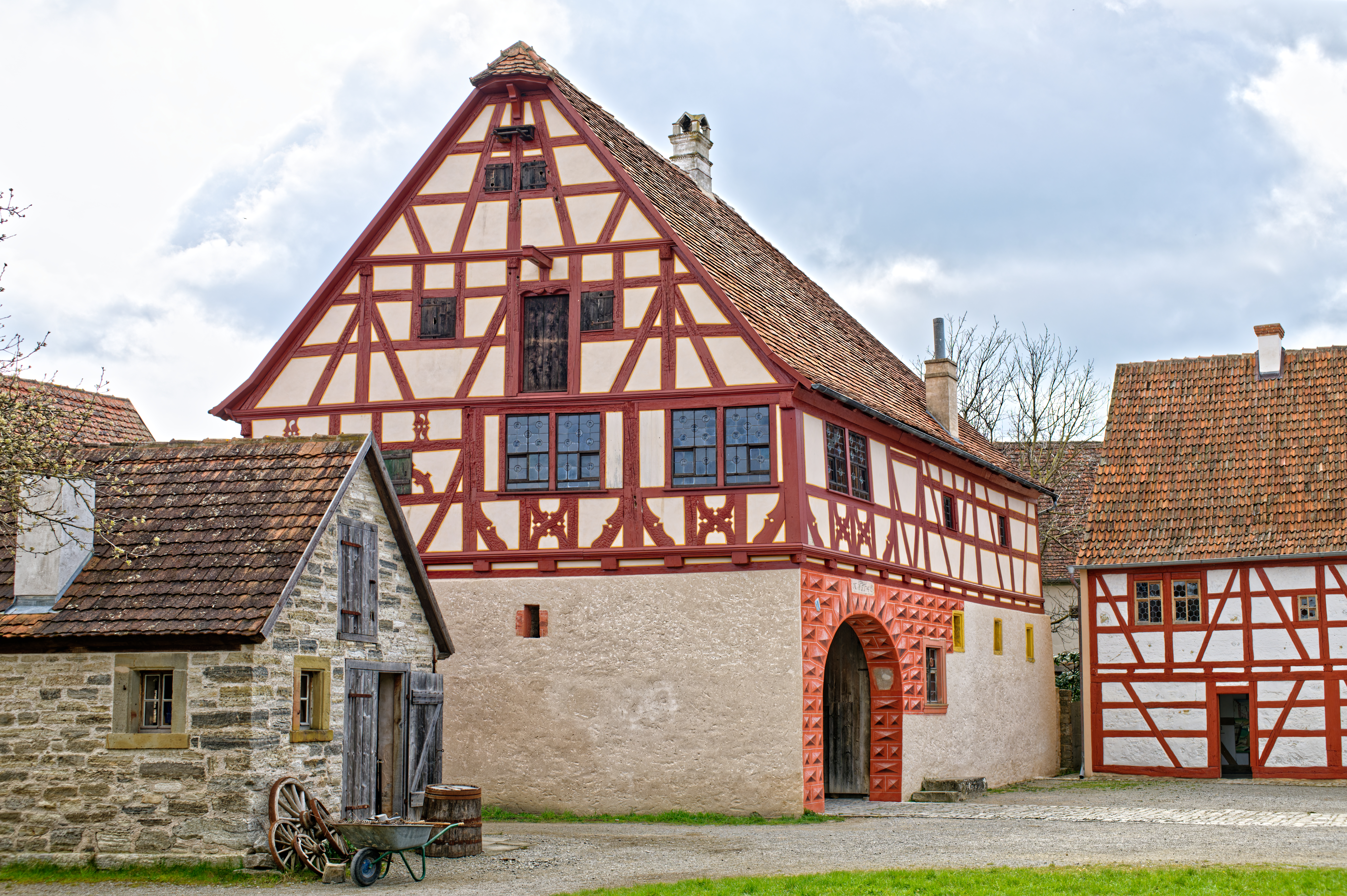
Das ehemalige Amtshaus im Freilandmuseum

Das sogenannte Schwarzenberger Amtshaus (ursprüngliche Adresse Schwarzenberger Straße 4, früher Hausnummer 58) ist ein ehemaliges Baudenkmal aus Obernbreit im unterfränkischen Landkreis Kitzingen. Das Haus wurde im Jahr 1994 in das Fränkische Freilandmuseum Bad Windsheim versetzt, wo es Teil der Baugruppe Mainfranken-Frankenhöhe ist.

## Geschichte
Das Schwarzenberger Amtshaus wurde in der zweiten Hälfte des 16. Jahrhunderts errichtet. Eine dendrochronologische Untersuchung der beim Bau des Fachwerkgiebels und des Dachstuhls verwendeten Hölzer erbrachte den Winter 1571 bzw. das Frühjahr 1572 als wahrscheinliche Fällzeitpunkte. Dagegen verweist die über der Einfahrt angebrachte Jahreszahl auf den Errichtungszeitpunkt 1554. Das Dorf Obernbreit hatte zu dieser Zeit mehrere Schultheißen. Darunter war der markgräfliche Oberschultheiß, der im heutigen Rathaus der Gemeinde residierte. Im Amtshaus war zunächst der Verwaltungschef der Grafen von Seinsheim, der zugleich auch dem Dorfanteil der Herren von Seckendorff vorstand, untergebracht.
Namentlich sind die Schultheißen von 1544 an nachweisbar. So kann der „Bauer und Mayster“ Anton Conrad als Erbauer des Hauses gelten. Seine Initialen wurden ebenfalls über der Tordurchfahrt angebracht. Conrad war äußerst einflussreich und es gelang ihm, sich bis zum ersten Ratsherrn hochzuarbeiten. Die Familie Conrad brachte auch in den folgenden Jahrzehnten immer wieder Männer hervor, die das Schultheißenamt ausfüllten. 1643 übernahmen die Herren von Schwarzenberg den seinsheimischen Dorfanteil und ernannten fortan auch den Schultheißen, der in seinem Amtshaus residierte.
Solche Amtshäuser füllten in Franken eine Doppelfunktion aus. Sie waren Amtsstube und zugleich auch eine Hofstelle, weil jeder Einwohner Obernbreits auch Felder bewirtschaftete. Im Haus war eine Backstube untergebracht, weil die Schultheißen sich meist aus den Bäckern des Dorfes rekrutierten. Unklar ist, ob das Haus im Alten Reich durchgängig als Amtssitz genutzt wurde. Das Haus wurde wohl im Dreißigjährigen Krieg stark in Mitleidenschaft gezogen und in den nachfolgenden Jahrzehnten teilweise neu aufgebaut. 
Auch im 19. und 20. Jahrhundert nahm man weitere Veränderungen an der Bausubstanz vor. 1960 wurde das Fachwerk der Traufseite durch eine gemauerte Wand ersetzt. In den 1970er Jahren teilten die Bewohner eine kleine Einliegerwohnung ab, sodass die großzügige Raumgliederung nicht mehr sichtbar war. Dennoch wurde das Haus vom Bayerischen Landesamt für Denkmalpflege als Baudenkmal eingetragen. Bereits im Jahr 1980 fasste das Freilandmuseum das Haus als potentiellen Kandidaten für eine Translozierung ins Auge. Es stand damals leer und war dem Verfall preisgegeben.
Allerdings dauerte es noch bis ins Jahr 1993, bis der Transport vertraglich festgeschrieben werden konnte und das Haus als Schenkung dem Museum übergeben wurde. Bereits im Oktober 1993 begann der Abbau und zog sich aufgrund des bereits weit vorangeschrittenen Verfalls und der schwierigen statischen Situation, die wohl schon kurz nach dem Neubau im 16. Jahrhundert ein Problem für die Bewohner dargestellt hatte, bis ins Frühjahr 1994 hin. Beim Wiederaufbau in Bad Windsheim wurden Wandverkleidungen und die Altane zum Hof ergänzt. Die Innenausstattung wurde um Objekte aus Bad Windsheim bereichert. Im Jahr 2000 wurde das Haus im Museum eröffnet, 2003 erfolgte die Neukonzeption des Teilensembles Obernbreit und Kleinrinderfeld.

## Beschreibung

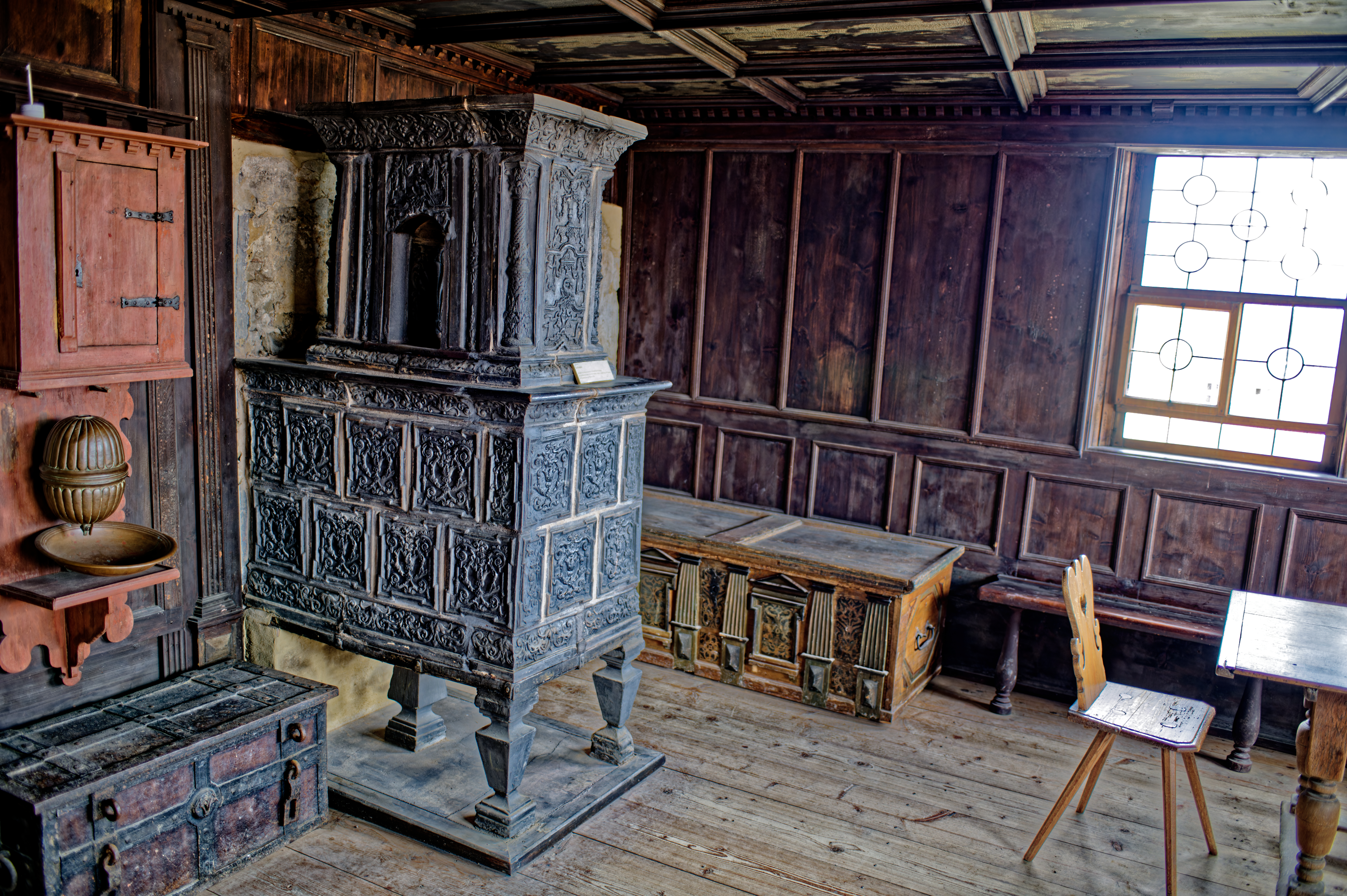
Obergeschoss mit Kachelofen und Holzverkleidung

Das ehemalige Schwarzenberger Amtshaus präsentiert sich als zweigeschossiges Haus mit Fachwerkobergeschoss und Satteldach. Es hat eine Tordurchfahrt zum dahinterliegenden Hof, die für die Weinbauernhäuser Mainfrankens typisch ist. Das Fachwerk im Obergeschoss weist einige Besonderheiten auf. Zu großen Teilen wurden hier zwar geschweifte Andreaskreuze verbaut, doch führten der verformte Grundriss und die statischen Probleme dazu, dass hier Innenwände zum Teil direkt neben den Bundsäulen entstanden und ein Konsolstein ohne bauliche Funktion in die nördliche Giebelwand eingelassen wurde. Eine Altane auf der Rückseite des Baus wurde nachträglich angefügt. 
Bei der Rekonstruktion des Erdgeschosses stieß man auf Farbreste einer aufgemalten Steingliederung, die im Museum neu aufgetragen wurde. Es sind 60 mal 30 Zentimeter große Quader, an denen ein Schattenwurf angebracht ist. Auch am Torbogen gab es eine aufgemalte Bogen-Rustika-Quaderung. Die Fenster wurden ockergelb umrandet. Wahrscheinlich geht diese Scheinarchitektur auf die letzten Jahrzehnte des 16. Jahrhunderts zurück. Die Quadermalerei verweist auf die böhmischen Besitzungen der Herren von Schwarzenberg, wo diese allerdings erst in den 1670er Jahren dauerhaft lebten. Die Malereien waren aber auch in Franken weit verbreitet und sind zum Beispiel noch an der ehemaligen markgräflichen Kanzlei in Ansbach zu finden.
Der Bauzustand des 17. Jahrhunderts wurde im Museum rekonstruiert. So war das Erdgeschoss damals als große Halle mit der Durchfahrt in den Innenhof gestaltet. Es hatte keine Wohnräume, stattdessen waren hier die Backstube und eine Spindelkelter für den Weinbau untergebracht. Die Stube im Obergeschoss hat eine Holzverkleidung, die an den repräsentativen Charakter des Hauses erinnert. Sie entstand im Stil der Renaissance und wurde mit kannelierten Pilastern, Zahnschnittfriesen und einer Kassettendecke ausgestattet. Sie erinnert an die in der gleichen Zeit angebrachte Ratsstubentäfelung im Marktbreiter Rathaus. 
Obwohl das Haus ohne Inneneinrichtung in das Museum kam, konnten einzelne Objekte rekonstruiert werden. Aus den Beständen des Würzburger Museums für Franken gelangte eine Kelter nach Bad Windsheim, die im Erdgeschoss aufgestellt wurde. Am Platz des einstigen Kachelofens steht ein Pendant aus dem Windsheimer Reichsstadtmuseum. Aus der sogenannten Schneidersscheune in Windsheim brachte man die auf 1565 datierte Blocktreppe mit Zwischenpodest und Geländer in das ehemalige Amtshaus.